# Томислав Дончев
Томислав Пейков Дончев е български политик от политическа партия ГЕРБ, заместник министър-председател, министър по европейските фондове и икономическата политика в кабинета „Борисов 2“ (2014 – 2017) и заместник министър-председател в кабинета „Борисов 3“, заместник министър-председател и министър на иновациите и растежа в правителството на Росен Желязков от 2025 г.
Той е кмет на Габрово (2007 – 2010), министър по управление на средствата от Европейския съюз в кабинета „Борисов 1“ (март 2010 до март 2013), народен представител в XLII народно събрание (май 2013 до август 2014) и член на Европейския парламент от групата на Европейска народна партия (ЕНП).

## Биография

### Произход, образование и работа
Томислав Дончев е роден на 6 август 1973 година в град Габрово, България. През 1991 година завършва математическата гимназия в Габрово, а през 1997 година получава магистърска степен по философия във Великотърновския университет „Св. св. Кирил и Методий“ (ВТУ). Завършва и втора специалност по журналистика. В периода 1997 – 1999 година работи като учител в Хуманитарната гимназия „Св. св. Кирил и Методий“ в град Велико Търново, където преподава психология, логика, етика и философия. Между 1999 – 2000 година е редактор в „Радио Габрово“ /радиоточка/ Габрово/. В този период (през 1998 г.) специализира политически науки в Международното лятно училище по политически науки и международни отношения в Полша. През 2001 г. специализира подпомагане на високотехнологични малки и средни предприятия и научно-развойни стартиращи фирми в Института „НЕГЕВ“, Израел.

### Професионална кариера
През 2001 – 2004 година работи като изпълнителен директор на организацията Високотехнологичен бизнес инкубатор в Габрово. В този период подготвя и управлява десетки проекти в сферите на регионалното развитие, икономическото развитие, образованието и социалната сфера. Дончев е член на екипа „Експертни анализи“ към Института „Отворено общество“, разработил Регионалния план за развитие на Северозападен район за планиране (възложено след процедура по Закона за обществени поръчки с възложител Министерство на регионалното развитие и благоустройството). Членува и в работната група към Министерство на финансите, разписала правилата за разпределение на средствата от Европейските фондове в България. Дончев е бил и независим консултант и лектор в сферите: „Подготовка и управление на проекти“, „Планиране и стратегическо управление“, „Системи за оценка и текущ контрол“. Обучавал е представители на общини, областни администрации, училища, НПО, фирми в над 20 населени места на страната. През 2006 година получава магистърска степен по стопанско управление от Великотърновския университет „Св. св. Кирил и Методий“ (ВТУ).
В периода 2004 – 2007 работи като програмен директор в Института по „Отворено общество“, където ръководи звеното за подготовка и управление на проекти по европейски програми. Под прякото му ръководство са спечелени международни проекти в социалната сфера и регионалното развитие на обща стойност 1 500 000 лева; работи в партньорство с редица утвърдени европейски консултантски фирми от Германия, Великобритания, Холандия, Италия, Словакия. Бил е също така и член на Българската асоциация по управление на проекти.

### Политическа кариера
През ноември 2007 година Дончев е избран за кмет на Габрово от листата на ПП ГЕРБ. Печели убедително на втория тур срещу Николай Григоров с 65,51%. Основен приоритет в работата му като кмет е привличането на външно финансиране и разработването на качествени проектни предложения, с които Община Габрово се утвърждава като един от най-успешните бенефициери в България по отношение на усвояване на европейските средства във всички сфери на социално-икономическия живот. Само за две години са подготвени 21 проектни предложения, от които 19 са получили финансиране.
От 18 март 2010 е избран за министър без портфейл, отговорен за управлението на средствата от Европейския съюз в кабинета „Борисов 1“.
На 16 януари 2025 г. е избран за заместник министър - председател и министър на иновациите и растежа в правителството на Росен Желязков. 

## Семейство
Женен е и има един син.